# Jang Kuk-chol
Pour les articles homonymes, voir Jang.
Jang Kuk-chol est un footballeur international nord-coréen évoluant au poste de Défenseur central au sein du club de Hwaebul SC.

## Biographie
En mars 2011, âgé d'à peine 17 ans, il dispute les trois rencontres du premier tour de la Coupe du monde des moins de 20 ans avec les jeunes Chollimas, qui doivent quitter la compétition à l'issue de la phase de poules, sans gagner un match ni même marquer un but. Le mois suivant, il est sur le banc de l'équipe A pour assister à la victoire nord-coréenne face à l'Afghanistan 2-0, dans le cadre de l'AFC Challenge Cup 2012, sans toutefois rentrer en jeu.
Le milieu de terrain de Rimyongsu honore sa première sélection en équipe senior le 29 février 2012 à l'occasion des qualifications pour la Coupe du monde 2014, face au Tadjikistan à Khodjent (score final 1-1).
Le mois suivant, il intègre le groupe nord-coréen, appelé à défendre le titre obtenu en AFC Challenge Cup deux ans plus tôt. Jang se révèle en phase de poules avec un but face aux Philippines et un autre contre le Tadjikistan lors du match suivant.
En novembre 2012, il dispute la Coupe d'Asie des moins de 19 ans, que la Corée du Nord achève au premier tour et marque un but lors du large succès (5-0) face au Viêt Nam. Il enchaîne avec le second tour de la Coupe d'Asie de l'Est de football 2013 où il dispute les quatre rencontres, face à Taïwan, Guam, l'Australie et Hong Kong.

## Palmarès
- Vainqueur de l'AFC Challenge Cup 2012 avec la Corée du Nord